# Gold-Röhrling
Der Gold-Röhrling oder Goldgelbe Lärchen-Röhrling (Suillus grevillei, Syn.: Suillus flavus) ist ein essbarer Pilz aus der Familie der Schmierröhrlingsverwandten.

## Merkmale
Der Gold-Röhrling bildet in Hut und Stiel gegliederte Fruchtkörper mit zentralem Stiel. Der jung halbkugelige, später polsterförmige bis flach konvexe, zuletzt flache Hut wird 5–15 cm breit. Er ist gold- bis orangegelb, manchmal orangebräunlich bis rostbraun oder zitronengelb gefärbt. Die Huthaut ist glatt, selten etwas runzlig, bei feuchter Witterung ist sie stark schleimig, der gelbliche Schleim lässt sich in feuchtem Zustand gut abziehen. Bei trockenem Wetter ist die Hutoberfläche lediglich klebrig, die Huthaut lässt sich dann nur schwer abziehen. Die jung gelben, im Alter etwas bräunlichen Röhren sind angewachsen oder laufen etwas am Stiel herab. Die auf Druck bräunenden Poren sind jung leuchtend gelb, pro mm stehen 2–3 Poren. Der Stiel kann 4–10 cm lang und 0,5–2 cm dick werden, oberhalb der Ringzone ist er wie die Poren gefärbt, unterhalb dunkler orange bis bräunlich. Die Poren werden bei jungen Fruchtkörpern von einem weichen, wattigen Velum partiale bedeckt. Das Fleisch ist hellgelb bis gelb und läuft im Schnitt oft rosa, violett oder bräunlich an, einige Exemplare blauen ein wenig beim Anschneiden. Das Sporenpulver ist gelbbräunlich bis olivfarben; die Sporen sind unter dem Mikroskop spindelig (7–10 × 2,5–4 µm) und glatt.

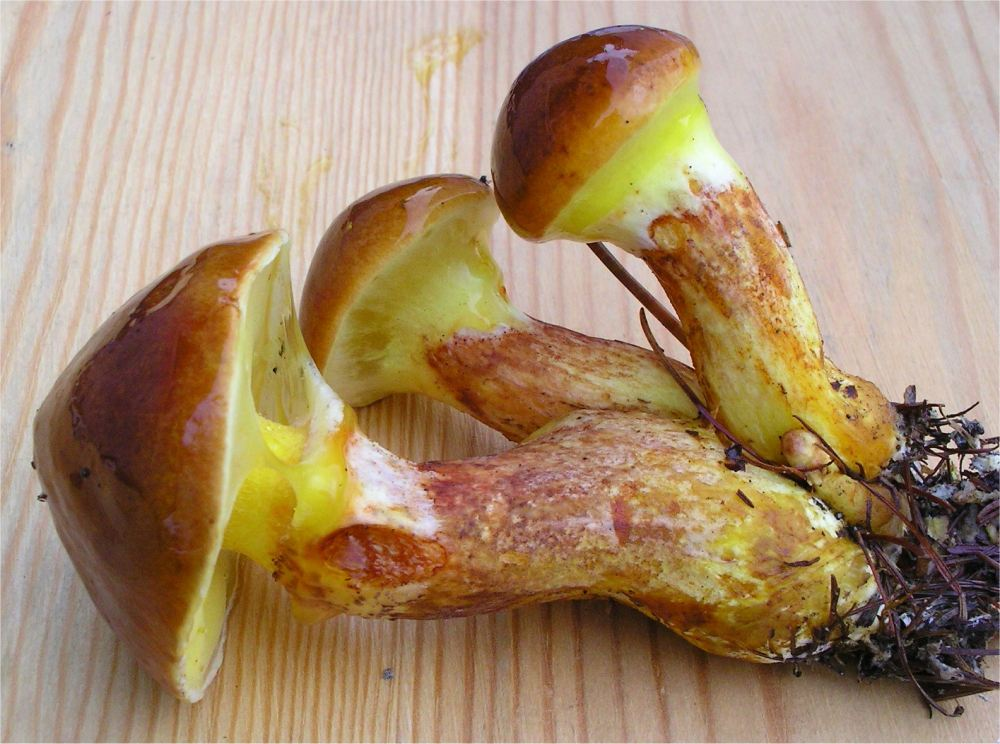
Junge Fruchtkörper des Gold-Röhrlings
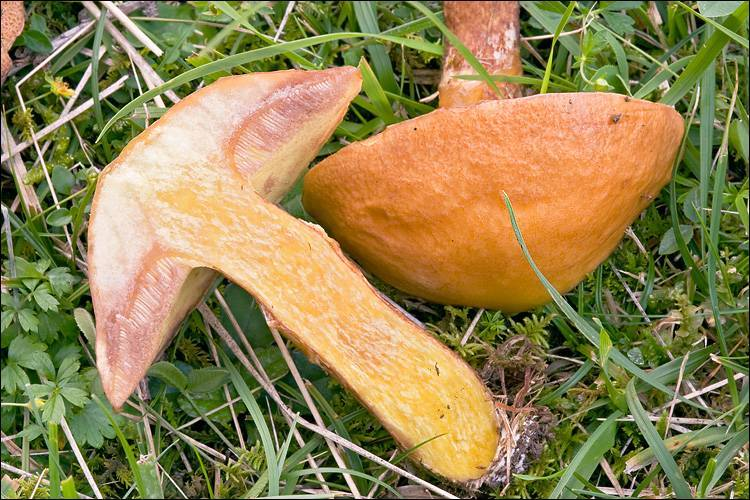
Längs halbierter Fruchtkörper des Gold-Röhrlings
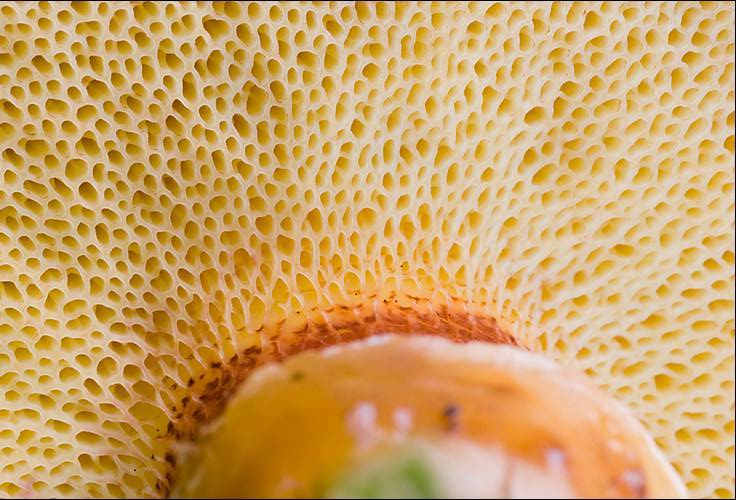
Detailansicht der Röhrenmündungen auf der Hutunterseite des Gold-Röhrlings
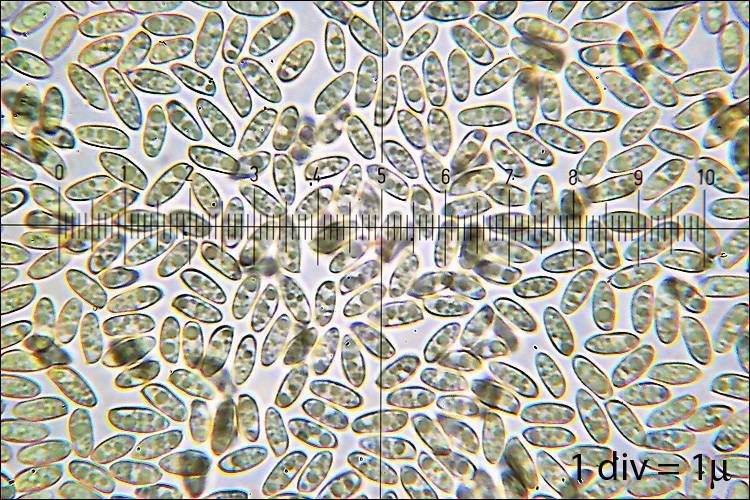
Sporen des Gold-Röhrlings im Lichtmikroskop

## Ökologie

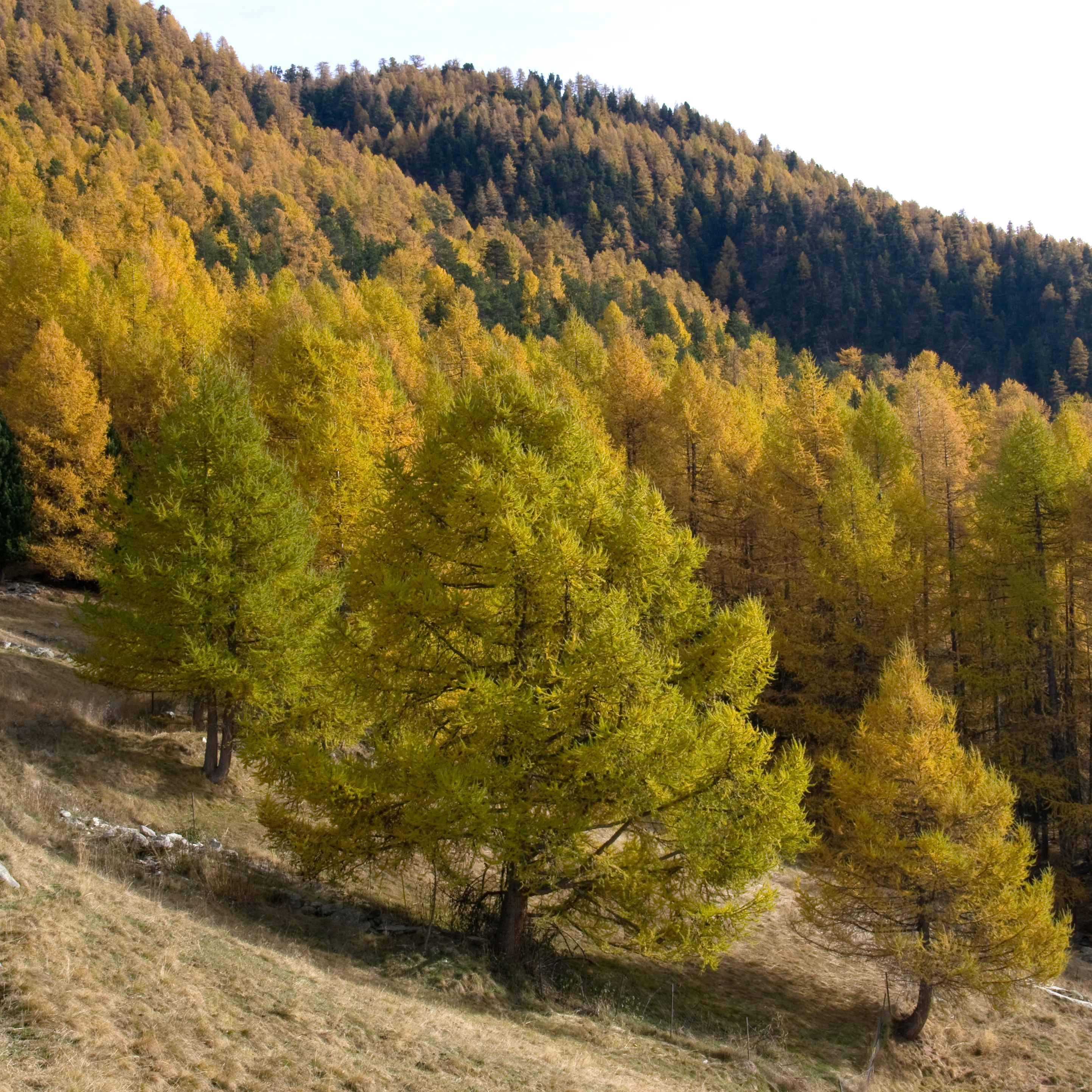
Der Gold-Röhrling ist ein strenger Lärchenbegleiter.

Der Gold-Röhrling ist ein Mykorrhizapartner der Lärchen, er kommt in Mitteleuropa fast stets mit der Europäischen Lärche vor, sehr selten sind Funde unter anderen Lärchenarten, in Ausnahmefällen wurde der Goldröhrling auch unter Douglasien gefunden. Er stellt an die Bodenbeschaffenheit keine besonderen Anforderungen, lediglich sehr trockene Standorte und nasse Moorböden werden gemieden. Die Fruchtkörper erscheinen in Mitteleuropa vom Juni bis zum November, seltener bereits im Mai.

## Verbreitung
Der Gold-Röhrling kommt in Europa, Nordasien (Sibirien), bis Korea und Japan, sowie in Nordamerika, Australien und Neuseeland vor. In Deutschland ist die Art überall häufig.

## Bedeutung
Der Gold-Röhrling ist essbar. Es ist empfehlenswert, die Haut der Hutkappe vor der Verwendung abzuziehen, da sie besonders bei feuchter Witterung schleimig ist und den Genuss schmälert.